# 坂口あずさ
坂口 あずさ（さかぐち あずさ、1993年5月22日 - ）は、日本の女優。大阪府出身。血液型B型。サンミュージック大阪所属。

## 出演

### テレビドラマ
- 水戸黄門（2003年、TBS系）
- 月曜ミステリー劇場 「湯の町コンサルタント3 琵琶湖真珠殺人事件」（2004年8月23日、TBS系） - 鈴木初美（子供時代）役
- 水戸黄門 第33部（2004年、TBS系）19話 - おみね 役
- 連続テレビ小説「わかば」（2004年、NHK総合） - 王美華 役
- 緋の十字架（2005年、東海テレビ/フジテレビ系列）-  大河内雅美 役
- 水曜ミステリー9「鉄道警察官・清村公三郎4」（2007年7月11日、テレビ東京） - 園田真由子（少女時代） 役
- 受験の神様 第1話（2007年、日本テレビ）
- 輪違屋糸里〜女たちの新撰組〜（2007年9月、TBS）
- 土曜ドラマ ジャッジ 〜島の裁判官奮闘記〜（2007年、NHK） - 池田結 役
- お江戸吉原事件帖 第2話（2007年、テレビ東京） - 胡蝶 役
- 万葉歌碑はハート色（2008年1月18日、NHK奈良）
- DRAMATIC-J 僕らのミラクルサマー（2008年8月、関西テレビ） - ガンコちゃん 役
- 寧々〜おんな太閤記（2009年1月2日、テレビ東京） - 摩阿姫 役
- 花影忍法帳コミ☆トレ（2009年4月、NHK教育） - アンナ 役
- 連続テレビ小説「カーネーション」（2011年、NHK総合） - 小原清子（成人期） 役
- 水曜ミステリー9「さすらい署長 風間昭平9」（2012年3月7日、テレビ東京） - 久保満里 役

### CM
- アート引越センター ドラえもん加湿器（2007年）

### DVD
- 本当は怖い童謡VOL.2（2007年）